# Billy Childish
Billy Childish, de son vrai nom William Charlie Hamper ou Steven John Hamper, né le 1er décembre 1959 à Chatham dans le Kent, est à la fois peintre, écrivain, poète et musicien britannique. Il a notamment cofondé le mouvement littéraire des Medway Poets, fondé le mouvement artistique stuckiste et le label Hangman Records, qui fait revivre le vinyle en produisant de nombreux artistes : Wreckless Eric, Thee Headcoatees, The Singing Loins ou The Delmonas.

## Présentation
Billy Childish a toujours vécu en Grande-Bretagne.
Il est connu pour son œuvre explicite et extrêmement prolifique : il a décrit sa vie amoureuse et les abus sexuels dont il a été victime enfant dans ses premiers poèmes et dans son roman My Fault. Il a publié plus de 40 recueils de poésie, 3 romans, enregistré plus de 100 albums et peint plus de 2500 tableaux. Un de ses recueils de poésie a été traduit en français par Jean Poncet et publié chez Gros Textes en 2014.

## Parcours musical
En 1977, son ami le bassiste, Russ Wilkins, lui propose de venir chanter dans son groupe, The Pop Rivets, dont la musique nerveuse et minimaliste est bien dans l'air du temps. Billy accepte pendant que l'explosion punk éclate un peu partout dans le Royaume-Uni. Les compositions de The Pop Rivets peuvent alors faire penser à the Vibrators, en plus rapide, ou aux débuts de UK Subs. Du pur punk rock.
Déjà provocateur, Billy Childish refuse une invitation pour se produire en concert à Londres. Le groupe produit deux albums et un 45 tours. Cependant, il ne connaît qu'un succès relatif, reste méconnu hors de Chatham et finit par cesser ses activités en 1980.
Mickey Hampshire et Banana Bertie, deux roadies du groupe, avaient auparavant fondé Micky and the Milkshakes, qui faisait parfois la première partie de The Pop Rivets en jouant alors des standards du punk anglais de 1977. Privé de groupe, Billy Childish les rejoint et fait office de guitariste-chanteur, tandis que Russ Wilkins remplace Banana Bertie à la basse et la gardera jusqu'en 1984, date à laquelle John Agnew viendra le remplacer. Un batteur, Bruce Brand, est appelé en renfort et Thee Milkshakes sont nés.
La ligne musicale est différente de celle des années punks même si l'énergie et l'urgence y sont toujours dominantes. Le son est celui d'un combo de garage rock et les morceaux mêlent des influences aussi diverses que Bo Diddley, Link Wray ou les The Sonics. En quatre ans d'existence le groupe enregistre des dizaines de disques. Adepte du Do it yourself de ses années punk et d'une volonté de perpétuer ce son garage dans des productions faites rapidement et sans gros moyens financier, Billy enregistre lui-même ces albums et 45 tours.
En 1984, il produit même quatre 33 tours de Thee Milkshakes en l'espace de deux jours… Sur la plupart des vinyles, les compositions sont accompagnées de reprises de standards garage ou surf des années 1960. Parallèlement, il enregistre un groupe féminin, les Delmonas, qui jouent une version plus pop de ce même garage. Leurs fans de France ont même droit à deux chansons chantées en français sur l'un des Lp des Delmonas. À cela vient s'ajouter, en 1984, le It's combo time! du Len Bright Combo dans lequel Russ et Bruce viennent soutenir Wreckless Eric, un vieux guitariste-chanteur de Chatham qui joue un pub rock très mélodique.
En 1985, les Milkshakes se séparent, et Billy Childish fonde Thee Mighty Caesars avec John Agnew (basse) et Bruce Brand (batterie). Le son garage devient de plus en plus sale et mélange le minimalisme du garage-rock à la distorsion du punk. D'ailleurs, leurs reprises punk de standards des années 1960 côtoient celles de morceaux des Ramones ou des Clash. La production discographique continue sur la même lancée qu'à l'époque de Thee Milkshakes.
Entre 1985 et 1990, Thee Mighty Caesars sortent neuf albums, un 45 tours, et deux morceaux sur des compilations. Très vite, Bruce Brand quitte le combo et est remplacé par Graham Day de The Prisoners.
En 1986, ils invitent une amie autrefois chanteuse dans les Delmonas, Sarah, à venir faire des voix. Elle est bientôt rejointe par Fay ex-Makin' Time à l'orgue et aux chœurs. Cette formation enregistre Acropolis Now.

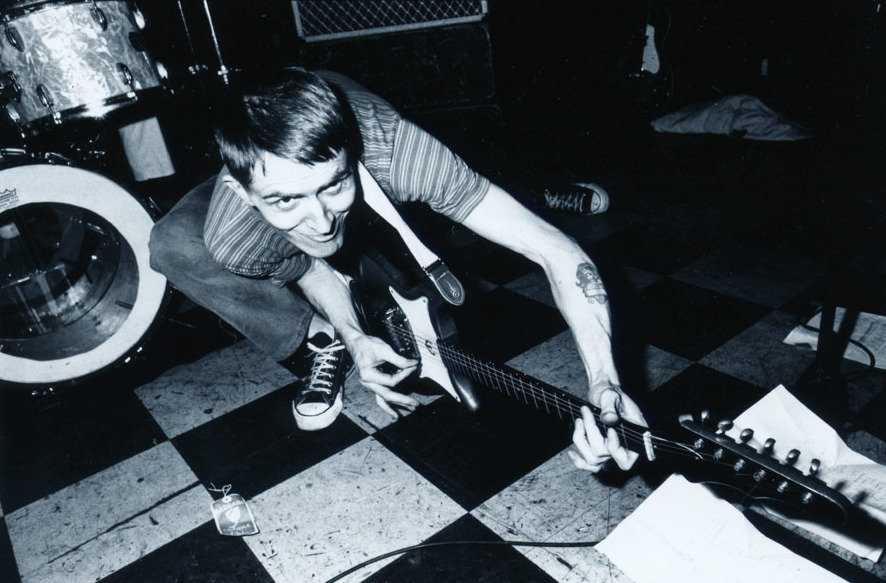
Billy Childish avec Thee Headcoats à Shinjuku (Japon) au début des années 1990

En 1990, John Agnew arrête sa carrière de bassiste pour devenir sonorisateur du James Taylor Quartet, Graham Day fonde the Prime Movers et Billy en profite pour créer un nouveau groupe: Thee Headcoats. Oubliant la distorsion présente sur certains enregistrements de thee Mighty Caesars Childish renoue avec le garage qu'il jouait dans thee Milkshakes.
Divers musiciens ayant déjà joué avec Billy vont apparaître dans thee Headcoats: John Agnew, Bruce Brand, Allan Crockfordalias Krojack, Johnny Johnson, Ollie Dolat de the Squares ou les membres de Les Delmonas: Holly Golightly, Kyra LaRubia, Ludella Black, et Bongo Debbie. Avec elles derrière les micros, Thee Headcoats enregistrent également sous le nom de thee Headcoatees.
Après le split de thee Headcoats, Childish continue à se produire en concert et à sortir des disques en solo ou au sein de  divers groupes dont il est toujours le leader: Buff Medways, Black hands, Billy Childish and The Musicians of The British Empire ou thee Slash. Sous ce nom là, il n'enregistrera qu'un Ep durant les années 1990 et qui est une parodie du I'm so bored with the USA de The Clash intitulé I'm selling jeans for the USA et critiquant l'utilisation du fameux Should I stay or should I go de Mick Jones dans une publicité pour une grande marque de vêtements.
Durant cette longue carrière, Billy Childish a produit de nombreux artistes. Outre ses amies Les Delmonas et Thee Headcoatees ou le guitariste-chanteur Wreckless Eric et son Len Bright Combo, il enregistre the Squares de l'ex-Headcoats, Ollie Dolat, le poète britannique Sexton Ming qu'il accompagne en même temps à la guitare, l'excellent groupe de Folk-punk The Singing Loins, Jack Ketch and The Crowmen, le célèbre guitariste Link Wray accompagné par Bruce Brand à la batterie, et le groupe américain Mummies qui avait accompagné Thee Headcoats durant leur tournée en 1991.

## Son influence dans la scène rock
Outre de nombreux groupes de garage rock pur et dur comme les Américains de the Mummies, les Français de the Squares ou les Franco-Belges Gorgons, Billy Childish a influencé de nombreuses formations de rock.
Ainsi, le groupe grunge de Seattle, Mudhoney, a toujours revendiqué son admiration pour Billy. Durant les années 1990, ils produisirent même sur le label Sub Pop un 45 tours en vinyle sur lequel ils accompagnaient Childish chantant un morceau de thee Mighty Caesars, You make me die. Ils l'invitèrent ensuite à faire leur première partie lors d'une tournée aux États-Unis.
Billy Childish en profita d'ailleurs pour provoquer le public américain en utilisant une petite sono digne d'un concert dans un pub anglais lors d'un spectacle dans un stade contenant des milliers de personnes. Seuls les premiers rangs pouvaient entendre sa musique. En agissant ainsi, il voulait revendiquer l'essence même de son garage rock qu'il préféra jouer dans des salles plus modestes et donc plus humaines.
Plus tard, the White Stripes ont également mis en avant leur admiration pour le génie de Chatham. Ils firent quelques reprises de certains de ses morceaux dont le In your hand qu'il jouait avec Thee Headcoats. Avant l'enregistrement d'un de leurs albums, ils demandèrent à leur boîte de disque que celui-ci soit produit par Childish et dans son studio. Après le refus de leur label, qui craignait que le produit soit amateur et trop sale pour être vendu au grand public, Jack White se vengea en taggant le nom de son héros sur tous les murs lors d'un show télévisé.